# Zaur Rizvanovics Ugujev
Zaur Rizvanovics Ugujev (oroszul: Заур Ризванович Угуев; Haszavjurt, 1995. március 27. –) olimpiai és világbajnok orosz szabadfogású birkózó. A 2018-as birkózó-világbajnokságon aranyérmet szerzett 57 kg-os súlycsoportban, szabadfogásban. A 2018-as birkózó Európa-bajnokságon ezüstérmet szerzett a férfiak 57-kg-os súlycsoportjában, szabadfogásban. 2017-ben bronzérmet szerzett a férfiak 57-kg-os súlycsoportjában, szabadfogásban.

## Sportpályafutása
A 2018-as birkózó-világbajnokságon a döntő során a kazah Nuriszlam Szanajev volt az ellenfele. A kazah versenyzőt végül 4–3-ra verte. A 2019-es világbajnokság meg tudta védeni címét, a döntőben a török Süleyman Atlıt felülmúlva.
A 2021-re halasztott tokiói olimpián is döntőbe jutott és az indiai Ravi Kumar Dahiya elleni mérkőzést megnyerve olimpiai bajnok lett.